# Millarworld
Millarworld è un'etichetta statunitense creata nel 2003 da Mark Millar tramite la quale lo scrittore britannico pubblica serie a fumetti creator-owned, cioè opere da lui stesso create e delle quali deteneva i diritti d'autore (fino al 2017, quando la società è stata comprata da Netflix). L'obiettivo dell'autore è di arrivare a costruire un insieme di storie e personaggi che possano inserirsi in uno stesso universo narrativo, anche se per la pubblicazione si affida a diverse case editrici. I fumetti Millarworld sono stati infatti pubblicati da quattro case editrici differenti: la Image Comics, la Dark Horse Comics, l'Avatar Press e l'Icon Comics (etichetta della Marvel Comics).

## Storia
Il primo albo Millarworld è del dicembre 2003 e si tratta del numero 1 della miniserie Wanted, pubblicata dalla Image tramite gli studios Top Cow Productions di Marc Silvestri. Nell'albo Millar ha annunciato la partenza della sua linea a fumetti, che dopo Wanted ha visto l'uscita nel 2004 di Chosen, una miniserie per la Dark Horse e The Unfunnies per l'Avatar Press, mentre l'albo unico Run è stato annunciato ma mai pubblicato.
Il successo dell'imprint è stato immediato tantoché dalla miniserie Wanted è stato tratto il lungometraggio Wanted - Scegli il tuo destino, prodotto dalla Universal Pictures e uscito il 27 giugno 2008, con Angelina Jolie, Morgan Freeman e James McAvoy. La saga più famosa creata da Millar rimane però quella raccontata nel fumetto Kick-Ass, suddiviso in tre miniserie e da cui, ad oggi, sono stati tratti due film di successo.
Il 7 agosto 2017 l'etichetta è stata comprata da Netflix, piattaforma di distribuzione via internet di film, serie televisive e altri contenuti di intrattenimento. Si tratta della prima acquisizione di questo tipo da parte di Netflix e ha lo scopo di sviluppare contenuti originali ed esclusivi basati sulle opere del Millarworld Universe.

### Genesi e sviluppo
Millar arriva all'attenzione dei grandi editori d'oltreoceano nel 1994 quando realizza diverse storie per Swamp Thing (insieme a Grant Morrison), allora pubblicata per l'etichetta Vertigo. La sua popolarità aumenta quando viene scelto per sostituire Warren Ellis su Authority dei Wildstorm Studios nel 2000 (divenuti di proprietà della DC Comics dal 1998) e il seguente passaggio alla Marvel Comics dove tra il 2001 e il 2002 lavora alla linea Ultimate Comics sulle serie degli Ultimate X-Men e The Ultimates (versione alternativa degli Avengers). In questo periodo Millar, oltre a costruirsi la fama di autore talentuoso e dallo spirito revisionista, comincia a valutare la possibilità di realizzare una linea di fumetti creator-owned su cui avere pieno controllo creativo e da cui poter ottenere maggiori soddisfazioni economiche e personali. Da giovane ha infatti assistito alla nascita della Image Comics di Rob Liefield, McFarlane, Larsen e diversi altri autori, desiderosi di pubblicare opere indipendenti e di cui mantenere i diritti. Dietro questa mossa editoriale c'è anche la possibilità di maggior guadagni legati alle royalities, agli eventuali introiti del merchandising e a quelli derivanti dalla cessione dei diritti ad altri media quali il cinema, televisione, videogiochi e altro.
Millar è da sempre affascinato da quanto fatto da Stan Lee, Steve Ditko e Jack Kirby nell'arco di appena tre anni tra il 1961 e il 1964 quando di fatto con la creazione di personaggi quali Fantastici Quattro, Uomo Ragno, Hulk, X-Men e Avengers hanno creato dal nulla un nuovo universo fumettistico interconnesso. Queste loro creazioni fanno la fortuna della Marvel Comics e dei suoi blockbuster di successo che riempiono le sale cinematografiche e hanno generato un nuovo universo cinematico. Millar, nei primi anni duemila vuole imitare quanto fatto da questi autori ma senza vincolare i suoi personaggi a grandi case editrici e guardando alla indipendenza creativa degli autori Image. Tra il 2003 e il 2004 progetta quindi il lancio di quattro titoli (tre miniserie e un albo unico) creati in collaborazione con artisti di prestigio e pubblicati da tre differenti case editrici indipendenti. Ciò che lega questa nuova linea di fumetti è il logo Millarworld, marchio che segna l'appartenenza di questi fumetti non solo al suo creatore ma a un nuovo universo fumettistico, destinato a espandersi anche a livello cinematografico (proprio come è avvenuto con i due colossi dell'editoria a fumetti DC-Marvel).
Quando Millar comincia a sondare la possibilità di lanciare una sua linea di fumetti nei primi anni duemila il successo non è però garantito. I rischi di autoprodursi un fumetto o un'intera linea di fumetti è alta. Prima di tutto si deve rinunciare a lavorare in esclusiva (e remunerati periodicamente) per i due colossi editoriali DC e Marvel e secondariamente manca la visibilità che si ottiene lavorando su personaggi quali Superman o Spider-Man. Bisogna sottolineare che l'autore scozzese prende fiducia nel lanciare un progetto così ambizioso anche grazie alla popolarità acquisita alla Marvel nella prima metà degli anni duemila dove ha modo di mettersi in evidenza con titoli di successo legati al nuovo Ultimate Universe, quali Ultimate X-Men e The Ultimates. Questo titolo rappresenta una reinterpretazione degli storici Avengers, acclamato da lettori e critica e presenta diversi elementi narrativi che vengono poi anche ripresi nello sviluppo futuro del Marvel Cinematic Universe, progetto a cui i Marvel Studios cominciano a dare una struttura coerente e longeva a partire dal 2008. A questo si aggiunge l'ammirazione dell'allora Editor-in-chief Joe Quesada che lo vuole come scrittore per una nuova serie dell'Uomo Ragno (lanciata nel 2004) all'interno dell'imprint Marvel Knights, linea editoriale sofistica e diretta a lettori più maturi che permette a Millar di lavorare su un personaggio protagonista del primo albo Marvel (da lui) mai letto. Millar sviluppa una lunga saga in 12 parti che vede il Tessiragnatele a confronto con un vasto numero dei suoi rivali storici anche se la vera battaglia si svolge nel suo animo in quanto la storia lo pone di fronte a scelte difficili, portandolo a mettere in discussione il suo stesso ruolo di super eroe. Dalla critica (e dallo stesso Stan Lee) viene acclamata come una delle migliori epopee mai realizzate sull'Uomo Ragno. Nonostante questo le incognite rimangono e il rischio è anche più alto per i disegnatori che decidono di collaborare al progetto perché si trovano a dover realizzare interi albi a fumetti (ipotecando mesi di lavoro) senza ricevere ricompense o anticipi. Per questo Millar ha sempre riconosciuto ai disegnatori il 50% dei diritti sulle opere create e gli eventuali introiti derivanti dal merchandising o dalle trasposizioni cinematografiche. Questo va in controtendenza con quello dei grandi gruppi editoriali che tendono a premiare gli scrittori (da cui vengono la maggior parte delle idee e delle storie) più dell'artista che le disegna. Mark premia invece anche il disegnatore (che viene sempre accreditato come co-creatore dell'opera) e questo lo si vede già dalla prima miniserie che seppur partorita da un'idea di Millar concede il 50% di tutti i proventi (compresi quelli cinematografici) all'artista J.G.Jones. Questo tipo di politica garantisce allo scrittore scozzese l'apporto di diversi grandi artisti quali John Romita Jr., Tony Harris, Dave Gibbons, Frank Quitely e molti altri. Si tratta di disegnatori corteggiati dal duopolio DC-Marvel e che potrebbero lavorare su personaggi di fama mondiale ma scelgono di lavorare con Millar per l'equa suddivisione dei diritti, per le prospettive (soprattutto dopo il 2008) di successo e l'innovazione delle opere con lui create.

### Prima fase (2003-2010)

Copertina di American Jesus: Chosen, una delle prime quattro opere dell'etichetta Millarworld, edizione italiana Panini Comics

L'esordio editoriale avviene a fine 2003 e Mark Millar si appoggia ai Top Cow Studios di Marc Silvestri per pubblicare la prima opera della sua etichetta Millarworld e cioè Wanted. Bisogna sottolineare che a loro volta i Top Cow sono un imprint (e quindi un'etichetta editoriale) della Image Comics. Questo rende l'etichetta Millarworld un sub-imprint rispetto ai Top Cow e lo stesso vale per altre pubblicazioni di Millar come per esempio Kick-Ass che viene pubblicato dall'etichetta Icon Comics della Marvel. Questa scelta editoriale permette quindi a Millar di sviluppare la sua linea di fumetti per diverse case editrici pur mantenendo un logo di riferimento per i lettori. Le prime opere annunciate sono infatti quattro ma vengono distribuite da tre differenti case editrici: Wanted per la Image (tramite l'imprint Top Cow), Chosen (conosciuta anche come American Jesus: Chosen) per la Dark Horse, The Unfunnies per l'Avatar Press, e Run per la Image (come Wanted ma in questo caso sotto la produzione generica Image Central). Delle quattro opere annunciate, Run non è mai stata distribuita anche se già annunciata in contemporanea con le altre e accreditata per i disegni ad Ashley Wood.
L'esordio editoriale è discreto e raccoglie consensi soprattutto per Wanted ma è meno caloroso per le altre tre. A parte il caso di Run che non viene neppure distribuita, la miniserie The Unfunnies incontra diversi problemi di distribuzione (a causa delle polemiche sui contenuti scabrosi) e viene sospesa per diversi anni. Nel 2006 però Mark insiste sul suo progetto e punta sulla collaborazione di uno degli artisti top della Marvel ovvero John Romita Junior. Il rischio che si accollano è elevato in quanto pubblicano una miniserie totalmente autoprodotta dove sono loro stessi a pagare l'inchiostratore e l'artista dei colori. La miniserie è distribuita dalla Icon che però non ha alcuna interferenza sui contenuti dell'opera o a livello redattoriale. In questo caso il rischio paga perché l'opera in questione è Kick-Ass, destinata a dare origine a due film cinematografici. Bisogna evidenziare che prima dell'uscita di Kick-Ass (nel 2010), già nel 2008 Millar ha la soddisfazione di veder realizzato un film di successo sulla miniserie Wanted. I soldi ricavati dai diritti su questo film e sul futuro Kick-Ass gli permetteranno di dedicare sempre più tempo alle opere Millarworld e alle relative operazioni di marketing.

### Seconda fase (2010-2014)

Copertina del volume Kingsman - The Secret Service, edizione Panini Comics. Disegni di Dave Gibbons

Grazie ai successi ottenuti sia a livello editoriale sia di franchise cinematografici della Millarworld, nel 2010 inizia (secondo lo stesso Millar) una nuova fase per la sua linea a fumetti. Infatti non rinnova il contratto con la Marvel (in scadenza nel 2010) e per la quale le ultime serie prodotte riguardano la linea Ultimate Comics. Da questo momento in poi (in coincidenza con il successo mondiale del film Kick-Ass), l'autore si dedica esclusivamente, in qualità di scrittore, alle serie creator-owned della Millarworld e comincia a reclutare alcuni dei migliori artisti sul mercato. Ormai Millar costituisce uno grande opportunità per i disegnatori di partecipare all'ideazione di opere che attirano l'interesse degli studios di Hollywood e di conseguenza non è difficile ottenere una collaborazione. Uno dei disegnatori più importanti in questa fase è Leinil Francis Yu che realizza i disegni sia della miniserie Superior sia di Supercroocks, rinunciando ad avere uno stipendio per un periodo di quasi un anno, ma fiducioso del successo futuro delle due opere. E difatti, oltre le buone vendite editoriali, la storia di Superior viene opzionata per un blockbuster cinematografico. Allo stesso tempo è da sottolineare la collaborazione del regista spagnolo Nacho Vigalondo allo script di Supercrooks. La storia è ambientata a Barcellona e la realizzazione di un film co-prodotto tra Spagna e Stati Uniti è previsto tra il 2014 e il 2015. Millar cerca di coinvolgere registi nella realizzazione delle sue opere, coautore del soggetto di The Secret Service è Matthew Vaughn, già regista di Kick-Ass, questo per favorirne il passaggio dal medium fumettistico a quello cinematografico. Tra l'altro The Secret Service (versione millariana di James Bond e altre spy-story quali Mission: Impossible) è disegnata da Dave Gibbons, disegnatore culto per Millar e un'intera generazione di lettori in quanto creatore (insieme ad Alan Moore) dell'opera seminale Watchmen. In questo periodo porta a compimento la storia di Kick-Ass realizza la seconda e terza miniserie più lo spin-off Hit-Girl. Da queste opere sono tratti i due sequel cinematografici che vanno a comporre la trilogia su Kick-Ass. Nel 2013 inizia anche la collaborazione con uno degli artisti più amati e ricercati del momento: Frank Quitely, reduce da anni di successi su serie degli X-Men, Authority, Batman e Superman (per il quale realizza l'acclamata serie All-Star Superman con Grant Morrison). Insieme il duo Millar-Quitely riprende il tema del decostruzionismo supereroistico nella serie Jupiter's Legacy, uscita nel 2013 e pubblicata con periodicità irregolare per la meticolosità (e quindi lentezza) con cui Frank realizza i disegni delle sue tavole. Senza falsa modestia, lo stesso Millar con il fumetto Jupiter's Legacy si propone di realizzare la «più grande storia (di super eroi) di tutti i tempi», una lunga saga familiare che inizia negli anni venti del ventesimo secolo e arriva ai nostri giorni per poi portarci oltre, in un futuro prossimo venturo. Si tratta di un'analisi e demistificazione del concetto di "super umano" attraverso diverse generazioni e contesti socio-culturali. L'ambizioso progetto di Millar si compie arrivando ad essere composto da cinque serie limitate, capitoli che andranno a comporre i "5 Books" dell'opera, l'ultimo dei quali (Requiem) esce nel 2021, a quasi dieci anni dall'esordio bel primo albo del primo volume (o book 1).
Durante questa seconda fase del progetto editoriale Millarworld escono due adattamenti cinematografici derivanti dalle serie dell'etichetta e sono Kick-Ass del 2010 e Kick-Ass 2 del 2013.

### Terza fase (2014-2017)

Copertina della raccolta Jupiter's Legacy Volume 2, disegni di Frank Quitely. Edizione italiana © 2018 Panini SpA

Secondo lo stesso Mark Millar nel 2014 comincia a prendere forma una nuova e più ambiziosa fase della Millarworld. Sin dall'inizio l'intento di Mark è stato quello di creare un universo fumettistico interconnesso e quindi con una continuità interna (a imitazione dell'universo Marvel o DC). Finora sono mancati però riferimenti espliciti al fatto che tutti i personaggi vivono in uno stesso universo e quindi le loro vicende possono avere conseguenze o riverberi su quelle di altri protagonisti delle serie di Millar. L'autore scozzese sostiene che nei primi dieci anni si è concentrato maggiormente a sviluppare storie e personaggi che raccontassero vicende chiuse (e quindi senza riferimenti ad altre miniserie) ma a partire dal 2014 cerca di inserire sempre più elementi di congiunzione tra le storie pubblicate dal 2003 a oggi. Questa è quella che lui stesso individua come la nascita del Millarworld Universe. Le prime due opere di questa terza fase sono la miniserie di fantascienza Starlight (omaggio a personaggi della fantascienza classica e pulp quali Flash Gordon) e MPH, miniserie di genere supereroistico ispirata al mito di uomini o dei capaci di muoversi ad altissima velocità (con chiari riferimenti al Flash della DC). In entrambe vi sono elementi che sono ripresi dalle nuove serie Millarworld in uscita nel 2015 quali l'opera disegnata da Sean Gordon Murphy e quella di Bryan Hitch, ma la pietra angolare dell'universo Millarworld la si trova nell'ultimo albo della miniserie Kick-Ass 3, uscito a ottobre 2014. Nelle pagine conclusive si vede Dave (alias Kick-Ass) che si trova al cinema dove sono esposti i poster cinematografici dei film Jupiter's Legacy e Supercrooks. Questo perché i personaggi di queste serie sono opere di finzione nel mondo di Kick-Ass. Dave però accenna (riferendosi alla cronaca) a un pericoloso criminale che in Giappone uccide i poliziotti (con riferimento al protagonista della miniserie Nemesis) e anche alla comparsa di ragazzi in grado di correre superando la barriera del suono (con riferimento alla miniserie MPH). Come spiega lo stesso Millar ci troviamo all'interno di due Terre parallele (per usare un termine usato e abusato dalla DC Comics e Marvel): una di queste è il mondo di Kick-Ass (tendenzialmente più realistico) e l'altra è una dimensione dove coesistono molti supereroi e l'elemento fantascientifico è più radicato (come si evince dalle storie delle miniserie Jupiter's Legacy e Supercrooks). In questa fase Millar realizza anche il secondo prequel dell'etichetta: Jupiter's Circle. Si tratta di un'opera ambientata nel 1958 e che serve da prequel alla storia di Jupiter's Legacy, realizzata con Frank Quietly. La storia prevede dieci numeri (poi suddivisi in due miniserie) con i disegni di Wilfredo Torres e prende vita già nel 2011 quando l'autore comincia a creare un preciso background dei personaggi prima di passare alla stesura dell'opera originale con Quietly. Da qui nasce l'idea di capitalizzare questo lavoro creativo in una miniserie prequel, a cui si aggiunge l'estrema lentezza del disegnatore (Frank Quietly), che realizza appena quattro albi di Jupiter's Legacy in 20 mesi (tra il 2013 e il 2014). Per veder pubblicata la seconda parte della saga bisogna aspettare il 29 giugno 2016 quando viene distribuito il primo numero di Jupiter's Legacy (Vol. 2).
Il 13 febbraio 2015 esce Kingsman - Secret Service, quarto lungometraggio tratto da un'opera Millarworld ed esordisce ottimamente al botteghino con un incasso di 36206331 $ nel week-end di apertura. Questo aumenta l'interesse crescente degli studios cinematografici verso le serie a fumetti di Mark Millar. Ne è la prova l'annuncio emesso il 20 marzo (2015) dalla Universal: la miniserie Chrononauts è stata opzionata per una trasposizione cinematografica, e questo dopo soli due giorni dalla distribuzione del primo numero (avvenuta il 18 marzo). L'opera affronta il tema dei viaggi nel tempo ed è realizzata da Millar con l'artista Gordon Murphy, distribuita dalla Image Comics per l'imprint Millarworld. Da evidenziare che nel corso dei primi mesi del 2015 lo scrittore Gary Whitta (reduce dal lavoro su una sceneggiatura per uno spin-off movie di Star Wars) sta lavorando all'adattamento per il grande schermo della miniserie Starlight (del duo Millar-Parlov). Il progetto sembrerà naufragare negli anni successivi ma, con un nuovo adattamento di Joe Cornish, il film arriverà ad entrare nella fase di pre-produzione nel 2021. Cornish ne curerà anche la regia.
Nel 2015 in un'intervista al New York Times Mark Millar annuncia un contest per selezionare nuovi scrittori e disegnatori di fumetti per dare la possibilità a nuovi talenti di mettersi in luce nel settore. Millar è consapevole delle difficoltà che possono esserci per i neofiti quando si tratta di dove e come mandare del materiale e delle idee che vengano realmente prese in considerazione dagli editori. La proposta prevede di inviare al sito ufficiale www.millarworld.tv una storia breve con protagonisti scelti tra i personaggi Millarworld. Lo stesso Millar insieme a venti collaboratori sceglierà poi le storie migliori che saranno raccolte nel primo annual Millarworld. Il termine massimo per le proposte è il 30 novembre 2015. Le storie selezionate vengono pubblicate nell'albo Millarworld Annual 2016, distribuito il 13 luglio 2016 dalla Image Comics.
A inizio 2016 viene annunciato che la redattrice Nicole Boose lascia il suo incarico che lo stesso Millar definisce Super-Editor del Millarworld. Nicole è stata stretta collaboratrice dell'autore scozzese da quando lavorava come scrittore alla linea Ultimate della Marvel Comics. Come redattrice e consulente ha contribuito in oltre un decennio alla supervisione della maggior parte degli albi editi dall'imprint Millarworld. L'ultima opera che la vede coinvolta è Empress del duo Millar-Immonen. Già durante questa miniserie avviene però il passaggio di consegne con la nuova editor Rachael Fulton. La Fulton è da subito impegnata nel ruolo di editor per Jupiter's Legacy Vol.2, la terza limited-series dedicata al franchise Kingsman e ha il compito di varare le prime serie regolari mai pubblicate dall'imprint. Finora Mark Millar aveva scelto di puntare sulla pubblicazione di miniserie, ora sembra opportuno provare a varare due "ongoing series".

Copertina della raccolta "Reborn - Millarworld Collection", disegno di Greg Capullo. Una delle serie di maggior successo dell'imprint. Edizione italiana © 2017 Panini SpA.

Ma il progetto originale tra quelli di maggior successo mai pubblicati dall'imprint e curato sin dagli esordi dalla nuova editor è Reborn. Si tratta di una serie limitata in sei albi che vede ai testi Millar e ai disegni Greg Capullo, già autore di ottanta albi della serie Spawn di Todd McFarlane e da un ciclo di storie di Batman (scritto da Scott Snyder) acclamato da critica e lettori. Il primo albo di Reborn viene esaurito in poco tempo così come la seconda e terza ristampa. Il successo è tale che da subito vi sono numerose richieste da parte di grandi case di produzione per realizzarne un film cinematografico. Millar e Capullo rifiutano in quanto vedono la storia come una saga d'ampio respiro e quindi più adatta a una serie televisiva. Il fumetto viene inoltre opzionato per realizzarne dei romanzi in prosa e un board game. Da notare che alla fine i diritti per un adattamento dell'opera in serie TV o film passeranno a Netflix dopo l'acquisizione del Millarworld nel 2017 da parte della compagnia leader nello streaming a pagamento. La versione "novel" viene realizzata dalla scrittrice Sarah Lotz e distribuita a partire dal settembre 2018: il romanzo Reborn della scrittrice Sarah Lotz viene pubblicato nel Regno Unito dalla Michael Joseph Publishing, una divisione della Penguin Random House. Questa prima edizione è in versione brossurata (o Paperback), ma il 14 maggio 2020 ne viene pubblicata anche una versione con copertina cartonata (o Hardcover). Si tratta dell'adattamento dell'omonima serie a fumetti di Mark Millar e Greg Capullo, raccolta nel volume Reborn book one. L'idea di realizzare l'adattamento del fumetto in un romanzo dedicato ai lettori Young Adult è stata della moglie di Millar, la quale aveva fatto notare come la storia raccontata sarebbe stata il tipo di avventura fantasy che avrebbe letto volentieri da teenager, ma che non l'avrebbe potuto fare in quanto non leggeva fumetti.

### Netflix/Millarworld (dal 2017)
Il 7 agosto 2017 Netflix annuncia di aver acquisito il portfolio dell'etichetta Millarworld. Si tratta della prima acquisizione di questo tipo da parte della piattaforma leader nella distribuzione via streaming di film, serie televisive e altri contenuti di intrattenimento. Questo dimostra la fiducia nelle potenzialità delle opere a fumetti per creare contenuti originali ed esclusivi per i suoi abbonati. Restano escluse le proprietà relative alle serie di Kick Ass e The Secret Service in quanto già opzionate e sviluppate per la produzione di film cinematografici. Per quanto riguarda le restanti creazioni pubblicate da Millar per la sua etichetta, l'intenzione è quella di realizzarne film, serie televisive e show/cartoni animati per bambini da rendere disponibili sulla piattaforma come contenuti esclusivi. Millar si dice entusiasta dell'accordo e la considera la più entusiasmante opportunità professionale della sua carriera, arriva a dichiarare che è "come essere entrato a far parte della Justice League". Inoltre sottolinea che, a parer suo, è il terzo evento di questo tipo nella storia del fumetto: il primo è quando negli anni sessanta il gruppo Warner Bros. acquisì la DC Comics, il secondo accadde nel 2009 quando la Walt Disney ha comprato la Marvel Comics.

Copertina del volume "The Magic Order", raccoglie la prima serie Netflix/Millarworld. Disegno di Rafael Grampà. Edizione italiana Panini Comics (prima ristampa, 2020).

Nel settembre del 2017, l'attenzione sulle opere del Millarworld cresce ulteriormente per l'uscita nelle sale cinematografiche di Kingsman - Il cerchio d'oro (in originale Kingsman: The Golden Circle), sequel del film Kingsman - Secret Service. Il regista rimane Matthew Vaughn e vede tra gli interpreti Channing Tatum e Colin Firth. La peculiarità del nuovo Kingsman è che si tratta del primo lungometraggio dell'universo Millarworld a non basarsi direttamente su un'opera pubblicata dall'etichetta. Mentre il primo lungometraggio attingeva alla miniserie The Secret Service realizzata da Mark Millar, M.Vaughn e Dave Gibbons, questo secondo capitolo ne sviluppa i presupposti narrativi in maniera autonoma. Le opere di Millar cominciano quindi a evolversi a livello multimediale senza più una stretta correlazione con il materiale fumettistico o le opere cartacee dello scrittore scozzese. Si preannuncia quindi quanto potrà accadere con le produzioni Netflix ispirate (ma non vincolate) ai contenuti dei comic book. A riprova della deroga creativa di Millar vi è l'uscita della prima opera dell'imprint a non vedere lo stesso scrittore come autore dei testi e creatore della storia. Si tratta della miniserie Kingsman: The Red Diamond, storia collegata a The Secret Service di cui è il sequel fumettistico ma non è il punto di riferimento per la genesi del film Kings - Il cerchio d'oro. I testi sono affidati a Rob Williams e i disegni a Simon Fraser, il primo albo viene distribuito il 6 settembre 2017 dalla Image Comics. Proprio all'Image Expo del 2018, tenutosi a Portland, viene annunciato che le serie targate Millarworld/Netflix saranno distribuite dalla Image Comics. L'esordio avviene nell'estate 2018 con la miniserie The Magic Order co-creata con il disegnatore Olivier Coipel. In un'intervista all'Entertainment Weekly Millar precisa che lui e sua moglie sono stati nominati senior executives di Netflix e il suo compito è quello di pensare e creare fumetti che possano essere adattati a serie o film per la piattaforma, inoltre viene direttamente coinvolto a livello creativo nell'adattamento. Già da agosto del 2017 è impegnato in questo compito e ancora prima dell'uscita di The Magic Order dichiara di aver lavorato su sei nuovi progetti. I piani per l'etichetta sono ambiziosi e dalle opere di Millar, Netflix vuole ricavarne 17 franchise oltre a quelli tratti dai nuovi comics sviluppati in futuro. Quando a fine 2018 viene annunciata la pubblicazione della miniserie di fantascienza Sharkey The Bounty Hunter, che vede ai disegni l'artista italiano Simone Bianchi, Netflix annuncia che sta già lavorando a un suo adattamento live-action per la piattaforma in streaming. Questo è la prima volta che la collaborazione Netflix/Millarworld porta all'annuncio di un'opera a fumetti in contemporanea con il suo adattamento da parte di Netflix. Però il primo fumetto Millarworld a ottenere il via libera per essere adattato in serie televisiva è The Magic Order. La regia del pilot viene affidata al regista campione d'incassi James Wan, reduce da film quali Fast & Furious 7 con un incasso di 1,5 miliardi di dollari (tra i primi 10 di tutti i tempi) e Aquaman, anch'esso con un incasso superiore al miliardo di dollari. Lo showrunner e produttore esecutivo è Lindsay Beer, affiancata in questo ruolo dallo stesso Wan. Quest'ultimo si sente particolarmente a suo agio con i temi di natura occulta ed esoterica presenti nel fumetto di Millar e con i quali si è già cimentato con i film legati al franchise di The Conjuring. La pre-produzione inizia nel 2020 e le riprese dovrebbero cominciare a Praga ma a ottobre viene annunciato che il progetto viene abortito. Il primo adattamento di un'opera Millarworld esce sulla piattaforma a maggio 2021 e si tratta di una serie TV su Jupiter's Legacy.
Le stagioni delle serie TV di Netflix vengono, generalmente, rilasciate sulla piattaforma con tutti gli episodi già disponibili dal giorno della première, favorendo una visione consecutiva di due o più episodi (fenomeno denominato Binge watching). Nell'autunno del 2019 vuole tentare lo stesso tipo di operazione con i fumetti. Il primo tentativo viene fatto con la miniserie sequel di Chrononauts (opera del 2015 realizzata da Millar e Sean Murphy). Questo secondo capitolo si intitola Chrononauts: Futureshock, per i testi di Millar e i disegni di Eric Canete, ed è formato da una miniserie in 4 albi che vengono resi disponibili contemporaneamente nelle fumetterie il 30 ottobre 2019. Questo rende possibile la lettura dell'intera storia in "Binge reading", senza dover attendere la cadenza mensile con la quale sono distribuite generalmente le serie e miniserie a fumetti. Questo tipo di scelta non è però una novità per il mercato in quanto a fine 2018 la TKO Studios ha annunciato che ogni sua miniserie viene distribuita in tre formati simultaneamente. Lo stesso giorno sono infatti resi disponibili tutti i numeri in formato digitale, nel formato in volume brossurato oppure con tutti i singoli numeri spillati raccolti in box rigido da collezione. Questa tecnica distributiva prende il nome di "Binge release". Nel 2014 la Image ha tentato un binge release per la serie "Tech Jacket" dell'imprint Skybound di Robert Kirkman ma solo in formato digitale. A dicembre dello stesso anno Millarworld e Netflix escogitano un'altra strategia di marketing alquanto innovativa dal momento che la nuova opera a fumetti di Millar viene pubblicizzata come Project X-Mas n. 1, in uscita il 18 dicembre, pochi giorni prima del Natale. Sul catalogo Previews, del distributore unico (per il Nord America) Diamond Comic Distrubutors, si presenta il fumetto come il sequel di una delle opere più amate del Millarworld ma non viene specificata quale in quanto si tratta di una sorpresa svelata solo il giorno della messa in vendita presso le fumetterie. A parte lo scrittore che si tratta dello stesso Mark Millar, i disegnatori sono tenuti top secret in quanto si potrebbe risalire al titolo al quale hanno collaborato in precedenza e dedurre di quale sequel si tratti. Il fumetto si rivela essere uno dei sequel più attesi (almeno a livello temporale) del Millarworld, ovvero American Jesus: The New Messiah, seguito di Chosen una delle prime 4 opere annunciate per l'imprint, di cui tre sono state pubblicate tra il 2003 e il 2004, incluso Chosen. L'idea di un sequel è sempre stata sostenuta dai due autori ma è stata continuamente rimandata per gli impegni di Millar e Gross. Quest'ultimo è stata a lungo coinvolto su due serie Vertigo quali Lucifer e The Unwritten, entrambe in collaborazione con Mike Carey. Nel 2015 Millar annuncia che si appresta a scrivere il sequel di Chosen e Gross da la sua disponibilità a tornare come disegnatore ma passano quasi ulteriori 5 anni prima che American Jesus: The New Messiah venga distribuito, partendo dal 18 dicembre 2019.
Il 7 maggio 2021, esordisce su Netflix la serie TV Jupiter's Legacy, adattamento dell'omonimo fumetto creato da Mark Millar e Frank Quietly. Si tratta del primo titolo Millarworld ad aver un adattamento per la piattaforma streaming dopo che Netflix ha acquisito i diritti su (quasi) l'intero cataologo dell'etichetta fondata da Millar. Per l'occasione L'autore scozzese annuncia l'uscita dell'ultimo capitolo (il "book 5") della saga 'Jupiter's Legacy, iniziata quasi dieci anni prima. Si tratta della serie limitata Jupiter's Legacy: Requiem ed è composta da dodici albi il primo dei quali viene distribuito il 16 giugno. Ai testi torna Mark Millar mentre i disegni sono affidati a Tommy Lee Edwards. Il co-creatore della serie Frank Quietly si limita a realizzare delle "copertine alternative" (o variant cover). Ormai è passato quasi più di un anno dall'ultimo fumetto Millarworld che ha visto ai testi Millar, il quale si dice soddisfatto di aver adempiuto a quelli che erano i presupposti iniziali della saga. Con Jupiter's Legacy si era proposto di narrare una storia di super eroi attraverso diverse generazioni, spogliando il concetto su super uomo dai suoi elementi più retorici e mitizzanti. Con la conclusione della saga, composta da 5 limited-series (o "5 books"), Millar crede di aver raggiunto il proposito iniziale, quando scrisse il primo script nel 2012, ovvero narrare «la più grande storia (di super eroi) di tutti i tempi». Il destino ha voluto che fosse anche il primo progetto Millarworld/Netflix ad essere portato a compimento. A ridosso dell'uscita della serie Netflix Jupiter's Legacy, Millar annuncia che è stato ripreso lo sviluppo dell'adattamento del fumetto The Magic Order, abortito nel 2020 dopo che era stato annunciato come prima serie televisiva del Millarworld. A inizio giugno del 2021 viene però annunciata la cancellazione della serie TV Jupier's Legacy dopo solo una stagione, nonostante fossero previste altre season e la serie stessa era stata proposta come elemento cardine negli adattamenti dei fumetti Millarwolrd. Gli attori vengono svincolati dai loro contratti pluriennali e il futuro degli adattamenti dei fumetti di Millar va necessariamente rivisto e ridimensionato. Inoltre per il 2021 era stata annunciata l'uscita della serie Super Crooks basata sul fumetto omonimo creato con Lenil Yu e Nacho Vigalondo. Il progetto viene confermato ma non si tratterà più di una serie live-action come precedentemente annunciato dallo stesso autore ma di una serie anime con episodi di 30 minuti. In quest'ultimo caso sono stati quindi stravolti i piani iniziali di Millar che aveva concepito la miniserie, la quale era stata creata insieme a Vigalondo per essere trasposta in un film cinematografico diretta dallo stesso regista spagnolo. Nel 2022 Netflix ha iniziato le riprese di The Chosen One per l'adattamento delle opere a fumetti American Jesus dove il Presidente degli Stati Uniti è l'anticristo Jodie Christianson intento a fomentare guerre in Europa e Asia per stabilre un nuovo satanico New World Order ma durante le riprese accade un grave incidente automobilistico. Due attori dello show auali Raymundo Garduno e Juan Francisco Aguillar muoiono e altri 6 membri del cast e della crew rimangono gravemente feriti. Il progetto viene sospeso e verrà forse ripreso dopo la pubblicazione di American Jesus: Revelation, ultimo capitolo della trilogia a fumetti in uscita nel 2023.
Nel 2021 viene annunciata la prima graphic novel pubblicata per il Millarworld e come disegnatore dovrebbe esserci Mike Chiarello ma nel corso di poco tempo il progetto subisce delle modifiche sostanziali divenendo una miniserie di 4 albi e avendo come artista Mike Sclera. Il genere trattato è una spy story, già affrontato con successo dall'autore con la serie Kingsman e pare che dietro le pressioni per realizzare il progetto vi sia la stessa Netflix che non detiene i diritti del franchise creato con Dave Gibbons. La storia riguarda una vecchia spia a cui rimangono solo 6 mesi di vita e deve chiudere i conti lasciati aperti con il suo passato. La limited-series viene pubblicata tra il 2021 e il 2022. Per il 2023 Millar propone a Netflix una politica di riduzione dei prezzi in quanto ritiene che gli albi dei comic che ormai veleggiano tra i 3 e i 4 dollari scoraggino il lettore a provare le novità e sono un prezzo eccessivo in un mercarto in crisi economica. Inoltre si tratta di cifre che sono salite ben oltre i livelli inflazionistici. Action Comics n.1 costava 10 centesimi nel 1938 e tenendo conto dell'inflazione di questi decenni adesso dovrebbe costare $2.10 (due dollari e dieci centesimi), questo quando attualmente un albo di Superman arriva a costare (se regolare) almeno $3.99 (tre dollari e novantanove). Oltre a questo Millar è convinto che diminuendo i prezzi si aumentano le copie vendute in quanto aumentano il numero di compratori con disponibilità finanziarie. La proposta viene accettata da Netflix/Image che tentano l'esperimento di vendere la miminiserie Night Club (dal dicembre 2022) al prezzo di $1.99 (un dollaro e novantanove). Dal 2022 Sarah Unwin diventa la responsabile produzione editoriale per l'imprint e serve da coordinatrice dei rapporti tra Netflix e le opere fumetti di Mark Millar. Vanta una esperienza decennale per quanto riguarda la produzione di blocbuster cinematografici che spazia da Avengers: Age of Ultron a Tomb Raider e il celebre franchise Fantastic Beasts and Where to find them.
In occasione del ventesimo anniversario dall'uscita del primo titolo del Millarworld (Wanted) Millar realizza l'ambizioso progetto che vede tutti i titoli della sua etichetta all'interno di un universe-wide crossover. Si tratta di un'opera che deve attingere a personaggi e tematiche di oltre venti serie differenti. Pubblicare questo tipo di cross-over tra i titoli e i personaggi è ormai unapraticati abituale e anche abusata dalle due Big-Two (Marvel e DC Comics) ma non si era mai visto un'opera di questo tipo per un imprint di titoli creator-owned (tenendo conto del numero delle serie implicate). La saga viene denominata Big Game e si propone di generare tre titoli spin-off dell'evento editoriale. Il collaboratore di Millar è Pepe Larraz, responsabile per i disegni. Come prologo a Big Game Millar compie una scelta editoriale che finora non aveva mai compiuto. Si tratta di un "soft reboot" (reboot moderato) del personaggio di Nemisis creato insieme a Steve McNiven nel 2010 con una miniserie di 4 albi. Si era trattato di uno degli albi più profittevoli dell'intera linea ma ora insieme all'artista Jorge Jimenez ne aggiorna le origini e inserisce il personaggio nell'universo Millaeworld arri Big Game. La miniserie è composta da 5 albi pubblicati tra il gennaio e il maggio 2023. Tra l'altro sottolinea come nella cultura pop del fumetto americano i personaggi hanno dovuto subire un più o meno marcato reboot/remake che li rendesse più funzionali alle storie e alla continuity. Millar ammette che se guarda alle sue opere passate ci sono diverse cose che oggi farebbe differentemente non sono quindi da escludere altre operazioni editoriali di questo tipo, anche se l'autore si dice fedele al principio che, nel momento in cui l'opera viene distribuita, il suo compito è concluso.

## Coautori del Millarworld
Mark sviluppa le sue serie creator-owned avvalendosi di artisti (e talvolta registi) affermati. I diritti dell'opera sono ripartiti equamente tra scrittore e disegnatore sia per le royalties sia per lo sfruttamento dei personaggi e della storia a livello mediatico e di merchandising. Qui di seguito sono riportati i co-creatori dei fumetti dell'etichetta Millarworld.
- J.G.Jones è il primo disegnatore a collaborare con Millar a un'opera del Millarworld[39]. I due lanciano la miniserie Wanted nel dicembre del 2003. Jones afferma di aver voluto lavorare con Mark perché impressionato dal buon lavoro che stava facendo con le serie della Marvel Comics[39]. Quest'ultimo gli rispose che non aveva nessuna serie Marvel che necessitava di un disegnatore ma invece gli invia 4 soggetti con storie originali tra cui scegliere[39]. Jones rimase affascianato dal progetto Wanted perché privo di morale e sovversivo nei confronti delle regole canoniche del genere supereroistico[39]. La possibilità di realizzare la miniserie si è poi concretizzata grazie alla Top Cow Productions di Marc Silvestri (studios facente parte della Image Comics)[39]. Questa concede piena libertà al duo Millar-Jones che riesce quindi a proporre la storia senza restrizioni o censure[39]. Jones è soddisfatto anche del lungometraggio tratto dal fumetto ed è entusiasta dei primi 20 minuti del film in quanto riprendono fedelmente alcune delle sue tavole realizzate per la miniserie[39].
- Peter Gross ha realizzato i disegni della miniserie Chosen, uscita nel 2004. Si tratta del terzo progetto Millarworld e affronta tematiche messianiche e pseudo-religiose[30]. Peter la definisce come un incrocio tra Stand by Me e il Nuovo Testamento[30]. L'artista non è nuovo ad affrontare questo tipo di storie in quanto stava lavorando alla serie regolare Vertigo dal titolo Lucifer (inteso come l'angelo caduto)[30]. Per questo Millar lo contatta tramite il redattore Stuart Moore con il quale aveva già collaborato durante il suo ciclo di storie su Swamp Thing[30]. Peter è affascinato dallo script e dalla conclusione scioccante della storia[30]. Accetta immediatamente di collaborare con Millar con il quale ha già lavorato in passato su una storia alternativa del personaggio Tim Hunter, protagonista della miniserie e serie Books of Magic dell'etichetta Vertigo[30]. Chosen viene inizialmente distribuita (nel 2004) dalla casa editrice indipendente Dark Horse Comics, ma nel 2009 viene raccolta e pubblicata in volume Trade Paperback (ovvero in edizione brossurata) dalla Image Comics con il titolo American Jesus Book One: Chosen. L'artista rivela che la storia prevede un sequel che viene atteso diversi anni e che Millar si dice pronto a realizzare nel 2015[30][31]. Nel frattempo Gross ha continuato a lavorare per la Vertigo realizzando tra l'altro i disegni della acclamata serie The Unwritten, per i testi di Mike Carey[30]. Il seguito, sempre del duo Millar-Gross, viene distribuito dal 18 dicembre 2019, si tratta di una miniserie di 3 albi dal titolo American Jesus: The New Messiah[32].
- John Romita Jr.: viene definito come un maestro della comic-art e le sue opere lo hanno reso uno degli artisti più influenti degli ultimi decenni[40]. Fino al 2008 ha lavorato principalmente per la Marvel Comics con cicli di storie memorabili su Iron Man, X-Men, Spider-Man e Daredevil[40]. La prima collaborazione con Millar avviene per la Marvel con la storia Wolverine: Enemy of the State[40]. I due rimangono in contatto e insieme sviluppano uno dei progetti di maggior successo del logo[40]. Si tratta di Kick-Ass, che porta (tra il 2008 e il 2014) allo sviluppo di tre miniserie e uno spin-off. Da questo lavoro viene rapidamente tratta una trilogia cinematografica il cui primo lungometraggio esce nel 2010[40]. Romita vede questo progetto come una liberazione dalle rigide costrizioni imposte da una major come la Marvel, i cui personaggi devono muoversi secondo criteri narrativi già stabiliti a livello redazionale[40]. Inoltre si è potuto confrontare con un fumetto le cui scene di violenza sono estreme ed esplicite, portandolo ad affrontare il lato più oscuro della sua creatività[40]. Il suo personaggio preferito è Hit-Girl[40]. Torna a collaborare con Millar nel 2018 per lanciare una serie regolare su Kick-Ass[41]. Realizza i disegni per il primo story-arc e introduce un nuovo personaggio nei panni di Kick-Ass, che sostituisce Dave Lizewski nel ruolo[41]. Il titolo dell'arco narrativo è The New Girl e la nuova eroina è una ragazza afroamericana[41].
- Tony Harris viene scelto da Mark per creare la miniserie War Heroes[42]. Tony ha cominciato la sua carriera nel 1989 ed è divenuto celebre realizzando i disegni della seconda serie di Starman nel 1994 su testi di James Robinson[42]. L'artista, ammiratore della serie Ultimates di Millar[42], è entusiasta di disegnare una storia di soldati con superpoteri ambientata nei conflitti moderni in Medio Oriente e Afghanistan[42]. Difatti Harris è collezionista d'armi e patito di storia della Seconda Guerra Mondiale[42]. Nonostante l'interesse dimostrato per realizzare l'opera[42], nel 2015 la miniserie (con durata prevista di sei numeri[43]) ha visto l'uscita di solo tre albi ed è incompiuta. Nel giugno del 2008, all'opera viene anche dedicata la copertina del catalogo Previews del distributore (unico per i comics statunitensi) Diamond Comic Distributors[43]. All'interno è annunciata l'uscita del terzo numero per il 27 agosto (del 2008) ed è presente un'intervista a Harris che si dice entusiasta di quanto sta realizzando con Millar[43]. Gli albi conclusivi sono però ancora inediti dopo diversi anni.
- Steve McNiven realizza i disegni per la miniserie Nemesis, pubblicata tra il 2010 e il 2011. Artista di punta della Marvel, ha già collaborato con Millar a grandi successi editoriali quali Civil War e Old Man Logan[44]. Si dice entusiasta di partecipare a una storia incentrata su un personaggio che di solito è la nemesi dell'archetipo supereroistico[44]. Difatti descrive il protagonista come un Batman se fosse psicopatico come il Joker[44]. Steve è molto soddisfatto del risultato finale, della possibilità di aver raccontato una storia diversa dalle tematiche dei fumetti supereroisici mainstream e svincolata dalla rigida supervisione di una major come la Marvel[44].
- Leinil Francis Yu: riesce a imporsi all'attenzione del mercato statunitense verso la fine degli anni novanta grazie al supporto dei Wildstorm Studios e di Whilce Portacio[45]. Per la Marvel lavoro alle serie dei mutanti X-Men e ad altri progetti quali Secret Invasion, per la DC realizza i disegni della miniserie Superman:Birthright[45]. Quest'ultima impressiona particolarmente Mark Millar che vuole lavorare con l'artista[45]. Dalla loro collaborazione prendono vita tra il 2010 e il 2012 due opere quali Superior e Supercrooks. Francis Yu sottolinea la difficoltà trovata nel creare dal nulla i costumi e l'aspetto di diversi personaggi[45]. Tra tutti l'impresa più ardua è stata quella di ideare il costume adatto per un supereroe dall'aspetto iconico come Superior[45]. Si dice entusiasta di aver lavorato con Mark e del risultato finale delle loro creazioni[45]. La parte migliore dell'esperienza al Millarworld è stato per Yu il tour promozionale nelle Filippine denominato Milla in Manila dove i due autori sono stati accolti calorosamente da un pubblico numeroso[45].
- Dave Gibbons: Mark ha desiderato collaborare con Dave da quando ha letto Watchmen (di cui Gibbons ha realizzato i disegni su testi di Alan Moore)[46]. All'epoca aveva solo 16/!7 anni ma Mark scrive ugualmente a Dave chiedendogli di illustrare una sua storia e sostenendo che sarà il suo miglior lavoro dopo Watchmenn[46]. Dave declina ma diversi anni dopo comincia ad ammirare l'abilità di scrittore di Millar, soprattutto su opere quali Superman Adventures e Ultimates[46]. Questa volta è lui a scrivere a Mark e gli chiede di inviargli qualsiasi progetto avesse in mente di realizzare[46]. La risposta è il soggetto di Secret Service, una storia di spionaggio in cui si inseriscono elementi spesso estranei al genere quali: la differenza di classe, il family drama e il riscatto sociale[46]. Dave è soddisfatto di aver lavorato con Millar e lo paragona ad altri due grandi autori con i quali ha collaborato: Alan Moore (per Watchmen) e Frank Miller (per Give me Liberty e Martha Washington goes to War)[46].
- Frank Quitely è un'artista scozzese così come Millar[47]. I due si conoscono nei primi anni novanta grazie a Grant Morrison (altro autore di fumetti scozzese) e si incontrano diverse volte alle Convention di fumetti che si tengono a Glasgow[47]. Circa dieci anni più tardi arriva la loro prima collaborazione che avviene sulla serie The Authority[47]. Il progetto Millarworld che li riunisce si intitola Jupiter's Legacy e si tratta di una delle opere più ambiziose di Millar perché prevede la creazione di numerosi supereroi nel corso di due generazioni[47]. Quitely deve rendere graficamente sia supereroi che rispondono a un design classico sia a uno più moderno[47]. La sfida piace all'artista che ormai ha lavorato su alcune delle maggiori icone del fumetto americano quali X-Men, Justice League e Batman[47]. Con Morrison ha realizzato una delle opere più celebrate su Superman cioè la serie All-Star Superman.
- Goran Parlov è un disegnatore croato che viene scelto da Millar per realizzare la prima opera Millarworld di chiara ispirazione fantascientifica, cioè Starlight[48]. Millar riprende diversi elementi tipici della fantascienza classica degli anni trenta, presentata nei serials dei Saturday-Morning-Matinee e nelle comic strips[48]. L'eroe più celebre è probabilmente Flash Gordon e il personaggio della nuova serie Starlight ne riprende e rivisita alcuni aspetti. Parlov non è entusiasta di questo tipo di fantascienza, ammirando maggiormente la sci-fi anni settanta con opere quali Star Wars di George Lucas e gli anime giapponese con robot giganti di Gō Nagai[48]. Nonostante questo si impegna nel progetto rifuggendo però dalle opere classiche di riferimento e preferendo un approccio visivo originale[48]. Parlov è il primo artista europeo non proveniente da un paese anglofono con cui collabora Millar in un'opera del Millarworld. Il disegnatore croato proviene da un'esperienza formativa importante nel fumetto italiano dove esordisce nel 1992 su Ken Parker Magazine e nel 1993 entra nello staff della Bonelli dove lavora a Nick Raider, Magico Vento, Volto Nascosto e Tex[49].
- Duncan Fegredo incontra per la prima volta Millar nel 1990 a una Convention sull'arte a fumetti nel Regno Unito[50]. I due rimangono in contatto ma è solo nel novembre del 2012 che Millar propone a Fegredo un nuovo progetto per la linea Millarworld[50]. Il disegnatore è molto occupato a collaborare con Mike Mignola su Hellboy ma è interessato a collaborare con l'autore scozzese[50]. Inizialmente era prevista una miniserie di 10 numeri ma su suggerimento di Fegredo, viene ridotta a 5 e pubblicata a partire dal 2014[50]. Il titolo dell'opera è MPH e riguarda dei ragazzi che acquistano il superpotere della velocità[50]. Il punto di riferimento sono evidentemente supereroi quali Flash ma il racconto rimane più ancorato a un contesto molto simile al mondo reale ed è questo aspetto tipico delle opere millariane che affascina maggiormente l'artista[50].
- Sean Gordon Murphy è un disegnatore e autore che si è distinto tra il 2008 e il 2014 per i suoi lavori all'etichetta Vertigo dove ha realizzato i disegni per serie quali American Vampire e The Wake con Scott Snyder ai testi e Joe the Barbarian di Grant Morrison. Come scrittore e disegnatore ha ideato l'opera Punk Rock Jesus, miniserie in 6 numeri che racconta di un clone di Gesù creato per partecipare a un reality show. Millar gli riconosce un tratto cinematico, ideale per realizzare una miniserie come Chrononauts, il cui soggetto viene realizzato cercando di enfatizzarne gli aspetti più appetibili per una versione cinematografica[51].
- Rafael Albuquerque, disegnatore brasiliano, vincitore nel 2011 dell'Eisner e Harvey awards per la miglior nuova serie del 2010. Si tratta di American Vampire creata insieme allo scrittore Scott Snyder e pubblicata dalla DC Comics per l'etichetta Vertigo. Come accaduto con Gordon Murphy, Millar si affida ancora una volta a un disegnatore che ha confermato il suo successo con un'opera creator-owned e pubblicata dalla linea Vertigo. Con l'artista di Porto Alegre realizza tra il 2015 e il 2016 la miniserie Huck, subito opzionata per una trasposizione cinematografica. La collaborazione continua anche nel 2018 quando Millar affida ad Albuquerque i testi (insieme a Rafael Scavone) e i disegni di un arco narrativo della serie regolare su Hit-Girl (i nn. 9-12). A fine 2018 il duo Millar-Albuquerque crea la miniserie Prodigy, secondo titolo realizzato dal Millarworld per Netflix e distribuito dalla Image Comics[52].
- Stuart Immonen, artista canadese che ha lavorato su personaggi quali Superman, Spider-Man, X-Men e molti altri[53]. Tra il 2015 e il 2016 collabora con Millar alla realizzazione di Empress. Immonen è reduce dal successo di vendite ottenuto come disegnatore della serie Star Wars alla Marvel Comics[53]. Anche per la nuova opera co-creta con Millar, si trova a realizzare i disegni per una space opera densa di avventura e affascinante[53]. In questo caso si tratta di una storia completamente originale e l'artista la trova una sfida stimolante, in quanto è libero di creare graficamente un intero universo narrativo[53]. La coppia Millar-Immonen ha già brevemente collaborato in passato sulla serie Superman alla DC Comics[53]. Per quanto riguarda questo nuovo progetto dichiara: "contiene tutto ciò che un fumetto dovrebbe avere, sul serio"[53].
- Olivier Coipel, artista francese che ottiene il suo primo incarico di rilievo grazie alla DC ma diviene famoso lavorando in esclusiva per la Marvel Comics dal 2005 al 2017[54]. Nel 2009 ottiene una nomination ai Will Eisner Comic Industry Awards per i suoi disegni sulla serie Thor (in coppia con Mike Morales)[54]. Millar lo sceglie come disegnatore e co-creatore della miniserie The Magic Order uscita nel 2018[24]. Si tratta di un'opera fondamentale per il Millarworld in quanto è la prima serie a uscire dopo l'acquisizione dell'etichetta da parte di Netflix, piattaforma multimediale in streaming[24]. Millar si dice entusiasta dei disegni di Coipel e arrivare a dichiarare che le tavole realizzate per The Magic Order sono le migliori sulle quali abbia mai lavorato come autore di fumetti[24].
- Simone Bianchi, primo artista italiano con il quale Millar collabora per creare un nuovo titolo del Millarworld. Bianchi ha acquisito popolarità anche negli Stati Uniti disegnando sia per la Marvel sia per la DC. Con la miniserie Sharkey The Bounty Hunter diviene co-creatore insieme a Millar di un'opera di cui detiene anche i diritti, pubblicata per Netflix dalla Image Comics[25]. Quando la serie esordisce a febbraio del 2019, Netflix ne ha già annunciato una trasposizione live-action per l'omonima piattaforma in streaming[25].
- Dopo aver collaborato con Simone Bianchi, Millar punta su un altro artista italiano per creare il fumetto di fantascienza Space Bandits, in uscita durante l'estate 2019[55]. Si tratta del disegnatore Matteo Scalera, nato a Parma nel 1982 e portatosi all'attenzione del mercato statunitense con la miniserie Hyperkinetic, distribuita dalla Image nel 2007[56]. Dal 2010 inizia la sua collaborazione con la Marvel Comics per la quale lavora su Deadpool e sulla serie Secret Avengers, su testi di Rick Remender[56]. Con Remender crea l'acclamata serie di fantascienza Black Science, durata 43 albi e considerata una delle più originali e bizzarre space opera degli ultimi anni[55]. Durante il Festival Game Fortress di Palmanova (15/16 giugno 2019) riceve il prestigioso "Premio Giacomo Pueroni", destinato al miglior disegnatore di fantascienza scelto tra artisti nazionali e internazionali riconosciuti dalla comunità professionale e dei lettori come massima espressione visiva del genere[56]. Il rapporto con Millar è ottimo e l'autore richiede la sua collaborazione anche per King of Spies, miniserie di spionaggio pubblicata tra il 2020 e il 2021. Non si tratta di una serie di fantascienza e quindi Scalera si ritrova a cimentarsi con una spy story. L'obbiettivo rimane quello di creare un'opera che si adatti ad essere trasposta in un film-action da proporre sulla piattaforma.

## Opere

### Opere pubblicate
Le seguenti opere vedono Mark Millar come autore dei testi e delle storie e co-creatore delle serie. In genere i disegnatori sono sempre accreditati anche come co-creatori.
- Wanted (Top Cow Productions, miniserie di 6 numeri), testi di Millar e disegni di J.G.Jones, dicembre 2003 - febbraio 2005.
- The Unfunnies (Avatar Press, miniserie di 4 numeri), testi di Millar e disegni di Anthony Williams, gennaio 2004 - ottobre 2007.
- Chosen (Dark Horse Comics, miniserie di 3 numeri), testi di Millar e disegni di Peter Gross, febbraio-agosto 2004. L'opera viene anche distribuita con il titolo American Jesus - Book One: Chosen.
- Kick-Ass (Icon Comics, miniserie di 8 numeri), testi di Millar e disegni di John Romita Jr (matite e co-creatore) e Tom Palmer (chine), aprile 2008 - marzo 2010.
- War Heroes (Image Comics, miniserie), testi di Millar e disegni di Tony Harris, 2008 (non completata).
- Nemesis (Icon Comics, miniserie di 4 numeri), testi di Millar disegni di Steve McNiven, maggio 2010 - febbraio 2011.
- Superior (Icon Comics, miniserie di 7 numeri), testi di Millar e disegni di Leinil Yu (matite e co-creatore) e Gerry Alanguilan, dicembre 2010 - marzo 2012.
- Kick-Ass 2 (Icon Comics, miniserie di 7 numeri), disegni di John Romita Jr (matite) e Tom Palmer (chine), dicembre 2010 - maggio 2012.
- Supercrooks (Icon Comics, miniserie di 4 numeri), testi di Millar - coautore del soggetto Nacho Vigalondo - Leinil Yu (matite e co-creatore) e Gerry Alanguilan (chine), maggio-agosto 2012. L'opera viene anche distribuita con il titolo Supercrooks: The Heist.
- The Secret Service (Icon Comics, miniserie di 6 numeri), testi di Millar - coautore del soggetto Matthew Vaughn (co-creatore) - disegni di Dave Gibbons (co-creatore), giugno 2012 - giugno 2013. L'opera viene anche distribuita con il titolo Kingsman: The Secret Service.
- Hit-Girl (Icon Comics, miniserie di 5 numeri), testi di Millar e disegni di John Romita Jr. (matite) e Tom Palmer (chine), agosto 2012 - aprile 2013. L'opera viene anche distribuita con il titolo Kick-Ass 2 Prelude: Hit-Girl.
- Jupiter's Legacy (Image Comics, serie regolare), testi di Millar e disegni di Frank Quitely (matite e chine, co-creatore) e Rob Miller (rifinitore per le tecniche digitali), aprile 2013 - gennaio 2015.
- Kick-Ass 3 (Icon Comics, miniserie di 8 numeri), testi di Millar e disegni di John Romita Jr. (matite) e Tom Palmer (chine), luglio 2013 - ottobre 2014.
- Starlight (Image Comics, miniserie di 6 numeri), testi di Millar e disegni di Goran Parlov, marzo 2014 - ottobre 2014.
- MPH (Image Comics, miniserie di 5 numeri), testi di Millar e disegni di Duncan Fegredo, maggio 2014 - febbraio 2015.
- Chrononauts (Image Comics, miniserie di 4 numeri), testi di Millar e disegni di Sean Gordon Murphy, 18 marzo 2015 - 10 giugno 2015.
- Jupiter's Circle (Image Comics, miniserie di 6 numeri), testi di Millar e disegni di Wilfredo Torres, 8 aprile 2015 - 26 agosto 2015. L'opera viene distribuita in edizione trade paperback con il titolo Jupiter's Circle (Vol. 1)[57].
- Jupiter's Circle, Vol.2 (Image Comics, miniserie di 6 numeri), testi di Millar e disegni di Wilfredo Torres, 4 novembre 2015 - 27 aprile 2016.
- Huck (Image Comics, miniserie di 6 numeri), disegni di Rafael Albuquerque, 18 novembre 2015 - 20 aprile 2016.
- Empress (Icon Comics, miniserie di 7 numeri), testi di Millar disegni di Stuart Immonen, 6 aprile 2016 - 23 novembre 2016.
- Jupiter's Legacy, Vol.2 (Image Comics, miniserie di 5 numeri), testi di Millar e disegni di Frank Quitely e Peter Doherty, 29 giugno 2016 - 5 luglio 2017.
- Millarworld Annual 2016 (Image Comics, albo unico antologico), storie di Mark Bennet, Shaun Brill, Cliff Bumgardner, Deniz Camp, Philip Huxley, Ricardo Mo, disegni di Pracheta Banerjee, Steve Beach, Conor Hughes, Myron Macklin, Ifesinachi Orjiekwe, Ozgur Yildirim, copertina di Satine Zillah, 13 luglio 2016
- Reborn (Image Comics, miniserie di 6 numeri), testi di Millar e disegni di Greg Capullo, 12 ottobre 2016 - 7 giugno 2017.
- Kingsman: The Red Diamond (Image Comics, miniserie di 6 numeri), testi di Rob Williams e disegni di Simon Fraser, 6 settembre 2017 - 7 febbraio 2018.
- Kick-Ass (Image Comics, serie regolare di 18 numeri, conclusa), testi di Millar e disegni di John Romita Junior (per i nn. 1-6) / testi di Steve Niles e disegni di Marcelo Frusin (per i nn.7-18), 14 febbraio 2018 - 30 ottobre 2019.
- Hit-Girl (Image Comics, serie regolare di 12 numeri, conclusa), testi di Millar e disegni di Ricardo Lopez Ortiz (per i nn. 1-4) / testi di Jeff Lemire e disegni di Eduardo Risso (per i nn. 5-8) / testi e disegni di Rafael Albuquerque e Rafael Scavone (per i nn. 9-12), 21 febbraio 2018 - 9 gennaio 2019.
- The Magic Order  (Netflix/Image Comics, miniserie di 6 numeri), testi di Millar e disegni di Olivier Coipel, 13 giugno 2018 - 7 novembre 2018.
- Prodigy (Netflix/Image Comics, miniserie di 6), testi di Millar e disegni di Rafael Albuquerque, 5 dicembre 2018 - 5 giugno 2019.
- Hit-Girl Season Two (Image Comics, serie regolare, conclusa) nn. 1-12, testi di Kevin Smith e disegni di Pernille Orum (nn. 1-4) / testi di Daniel Way e disegni di Goran Parlov (nn. 5-8) / testi di Peter Milligan e disegni di Alison Sampson (nn. 9-12), 13 febbraio 2019 - gennaio 2020.
- Sharkey The Bounty Hunter (Netflix/Image Comics, miniserie di 6), testi di Millar e disegni di Simone Bianchi, 20 febbraio 2019 - 23 ottobre 2019.
- Space Bandits (Netflix/Image Comics, miniserie di 5), testi di Millar e disegni di Matteo Scalera, 3 luglio 2019 - novembre 2019.
- Chrononauts: Futureshock (Netflix/Image Comics, miniserie di 4), testi di Millar e disegni di Eric Canete, i 4 albi della miniserie sono distribuiti contemporaneamente il 30 ottobre 2019[58].
- American Jesus: The New Messiah (Netflix/Image Comics, miniserie di 3), testi di Millar e disegni di Peter Gross, dicembre 2019 - febbraio 2020.
- Kick-Ass vs Hit-Girl (Image Comics, miniserie di 5 albi), testi di Steve Niles, disegni di Marcelo Frusin, copertine di John Romita Jr., supervisione di Mark Millar, novembre 2020 - marzo 2021.
- Jupiter's Legacy: Requiem (Netflix/Image, miniserie di 12), testi di Millar, disegni di Tommy Lee Edwards (nn.1-5) e Matthew Dow Smith (n.6), limited-series (incompiuta) 16 giugno 2021 - dicembre 2021.
- The Magic Order 2 nn.1-6, testi di Mark Millar e disegni di Stuart Immonen, limited-series di 6 albi, sequel di The Magic Order, distribuita dal 27 ottobre 2021 al 30 marzo 2022[59].
- American Jesus: Revelation dal. n.1, Mark Millar (testi) - Peter Gross (disegni), limited-series, distribuita dall'ottobre 2023.
- King of Spies, Mark Millar (testi) e Matteo Scalera (disegni), miniserie di 4 albi (conclusa), dicembre 2021 - marzo 2022.
- Prodigy:The Icarus Society dal n.1, Mark Millar (testi) e Matteo Buffagni (disegni), limited-series, spin-off della miniserie Prodigy, luglio-novembre 2022'.
- The Magic Order 3 nn.1-6, Mark Millar (testi) e Gigi Cavenago (disegni), limited-series (conclusa), luglio-dicembre 2022.
- Night Club dal n.1, Mark Millar (testi) - Juanan Ramirez (disegni), limited-series, dal 14 dicembre 2022.
- Nemesis Reloaded nn.1-5, Mark Millar (testi) e Jorge Jimenez (disegni), limited-series di 5 albi, 11 gennaio 2023 - 10 maggio 2023.
- The Magic Order 4 dal n.1, Mark Millar (testi) - Dike Ruan (disegni) - Rafael Albuquerque (artista di copertina), limited-series, 25 gennaio 2023 -in corso.
- The Ambassador nn.1-6, Mark Millar (testi) - Frank Quitely, Travis Charest, Olivier Coipel, Karl Kerschel, Matteo Scalera, Matteo Buffagni, limited-series di 6 albi, marzo 2023 - giugno 2023.
- Big Game dal n.1, Mark Millar (testi) - Pepe Larraz (disegni), world-wide crossover del Millarworld, 19 luglio 2023 -in corso.

### Opere in gestazione o incompiute
- Run: albo unico (o one-shot in originale), annunciato a fine 2003 tra i quattro titoli di lancio dell'etichetta[60]. Gli altri erano Wanted, Chosen e The Unfunnies[60]. Mentre questi ultimi sono stati tutti pubblicati, Run non è mai stato distribuito[3][61]. Al progetto era già stato legato l'artista Ashley Wood, il quale ha anche realizzato del materiale promozionale per l'albo[61]. La casa editrice scelta per la distribuzione era la Image[61]. I motivi della sua cancellazione non sono mai stati chiariti ufficialmente ma Millar dichiarò che l'opera non sarebbe stata realizzata e alcune idee della storia riprese in serie future[61]. La tagline dell'albo è Live Fast, Die Young (ovvero "Vivi velocemente, muori giovane" in italiano) e la storia doveva ruotare come tema intorno al superpotere della velocità[61]. Questo concetto viene ripreso nella miniserie MPH, realizzata 10 anni dopo con Duncan Fegredo.
- War Heroes: è il sesto progetto a essere annunciato per il Millarworld ed è il quinto a essere pubblicato. Il primo numero esce con data di copertina luglio 2008. Si tratta di una miniserie di 6 numeri[43], di cui però escono solo i primi tre albi (nn. 1-3) tra il 2008 e il 2009. La seconda parte dell'opera è tuttora inedita. L'ultimo numero distribuito (il n. 3) viene annunciato per l'agosto 2008[43], ma poi esce con ritardo nel 2009. La storia riprende il genere dei fumetti di guerra e gli aggiunge la possibilità che alcuni individui sviluppino superpoteri[43]. Ovviamente il Governo Statunitense avvia un programma chiamato Project Olympus, dove sfrutta queste abilità a fini bellici[43]. Tony Harris si dice entusiasta di lavorare al progetto con Millar[42] e la definisce una storia di supereroi come nessun'altra mai realizzata prima[43]. Lo considera anche un punto d'arrivo di un percorso narrativo e formativo iniziato con Starman e Ex-Machina[43]. Nonostante questo però la miniserie non è ancora stata portata a termine. War Heroes ottiene anche buoni risultati di vendita e suscita notevole interesse[43]. Nel giugno del 2008 il catalogo Previews, del distributore (unico per i comics) Diamond Comic Distributors, gli dedica la copertina e la presenta come una serie creata dall'autore che sta reinventando i supereroi per il 21º secolo (cioè Millar) e uno dei migliori artisti in circolazione (ovvero Tony Harris)[43].
- Nemesis Part II e Part III: dopo aver pubblicato la miniserie Nemesis tra il 2010 e il 2011, Millar annuncia che nel 2012 è previsto un sequel a cui farà seguito nel 2013 una terza miniserie a chiudere la prevista trilogia[62]. Le due opere-sequel di Nemesis (disegnata e co-creta da Steve McNiven) non sono ancora state pubblicate. Millar si era spinto ad annunciare Nemesis 2 come una miniserie di 4 numeri in uscita dal settembre 2012[62]. Nel 2013 sarebbe dovuta uscire un'ulteriore miniserie di 4 numeri che avrebbe completato la storia, già pianificata dagli autori e che si sarebbe dispiegata nell'arco di 12 albi tra il 2010 e il 2013[62]. Solo i primi 4 sono però stati pubblicati. Millar (nel 2012) ha spiegato che il sequel si sarebbe aperto con il funerale del miliardario che si celava dietro la maschera del supercriminale Nemesis[62]. La seconda parte della storia si sarebbe quindi focalizzata sulla sua eredità e su chi, tra i suoi amici aristocratici, avrebbe preso il suo posto[62]. Inoltre l'autore si diceva entusiasta di poter esplorare più approfonditamente le diseguaglianze sociali create dal capitalismo[62]. Nell'occidente la ricchezza è concentrata nell'1% della popolazione mentre il benessere dei ceti medio-bassi diminuisce[62]. In questo contesto l'élite finanziaria e aristocratica non gode più del rispetto e della benevolenza della popolazione[62]. Si deve quindi ribaltare il presupposto sul quale si è preso a modello personaggi miliardari come Bruce Wayne (alter ego di Batman) o Tony Stark (alter ego di Iron Man) come salvatori della società o portatori di giustizia[62]. Inoltre, secondo Millar, è più probabile che immense ricchezze creino individui narcisistici e annoiati con le risorse e la predisposizione ad abusare del loro ruolo di potere[62]. Questi elementi sarebbero stati ancora di più esposti e analizzati in Nemesis Part II e Nemesis Part III[62]. Nel 2022 il sequel di Nemesis non ha ancora visto una pubblicazione in seguito soprattutto agli impegni del co-creatore McNiven con altri editori. Viene quindi deciso un cambio del disegnatore e viene scelto Jorge Jimenez con l'opera che viene battezzata Nemesis Reloaded, in uscita nel 2023.
- Reborn book 2 to 5: la miniserie Reborn pubblicata tra il 2016 e il 2017 viene raccolta in volume col titolo Reborn book one. Dato il grande successo ottenuto dall'opera creata dal duo Millar-Capullo, nell'estate del 2017 Millar afferma di aver scritto il soggetto per una miniserie sequel che andrà a formare il book 2[20]. Non si tratta però della conclusione della saga di Bonnie Black nei regni oltre la morte, ma stando all'autore ha già pianificato una storia che occuperà altri tre volumi e si concluderà con il book 5[20]. Il progetto ha il pieno appoggio anche del disegnatore Greg Capullo che è entusiasta del progetto in quanto partecipe di un nuovo universo narrativo sin dal suo concepimento[20]. Tra l'altro si tratta di una storia di cui e co-creatore, quindi in cui si sente pienamente coinvolto e in cui non vi sono vincoli creativi, fattori su cui non poteva contare quando ha lavorato per la Todd McFarlane Productions o la DC Comics. Nonostante questo un sequel dell'opera non si è poi concretizzato (al 2021), con Mark Millar impegnato sul fronte di senior executive per gli adattamenti delle sue opere per la piattaforma Netflix (dal 2017), mentre Greg Capullo è tornato a disegnare titoli ed eventi di richiamo per la DC.
- JUpiter's Legacy: Requiem, nel 2021 viene annunciata una limited-series di 12 albi collegata alla saga di Jupiter Legacy che Millar concepisce insieme allo scrittore Tommy Lee Edwards. Si tratta di una delle miniserie più ambiziose e articolate legate al celebre franchise ma, al dicembre 2021, ne sono stati pubblicati solo 6 albi dei 12 previsti. Tra l'altro il fumetto viene presentato come un possibile atto conclusivo dell'epopea dei moderni super eroi, ormai vicini a creare quello che per loro è un mondo perfetto e ordinato. La storia si conclude però anticipatamente senza un conclusione definitiva e con un sesto albo che viene presentato come un primo arco narrativo del capitolo finale di Jupter's Legacy che è in formato extra-size e non viene disegnato da Lee Edwards ma Dow Smith. Al 2023 non si hanno ancora notizie sul prosieguo della saga.
- The Magic Order Volume 4: a maggio 2021 in occasione dell'uscita della serie TV basata sul fumetto Jupiter's Legacy, Millar conferma la pubblicazione dei due sequel a fumetti che andranno a completare la quadrilogia di Magic Order[59]. La terza parte (o Volume 3) viene pubblicata a fine 2022 mentre rimane ancora in attività la lavorazione di un quarto volume in uscita per il 2023/2024. Inoltre Millar annuncia che Netflix ha ripreso lo sviluppo dell'adattamento dell'opera in serie TV dopo che il progetto era stato abortito nel 2020[59].
- Big Game: si tratta di un universe-wide crossover che dovrebbe essere distribuito dalla primavera 2023 e che coinvolgerà oltre venti titoli del Millarworld . L'evento vede ai disegni Pepe Larraz e alla fine del quale nasceranno 3 nuove serie

## Adattamenti cinematografici

### Sviluppo

Copertina del volume Kingsman - The Secret Service Deluxe, edito da Panini Comics. Tratta dalla locandina cinematografica dell'omonimo film del 2014, diretto da Matthew Vaughn.

Un segno distintivo delle opere create per l'etichetta Millarworld è l'interesse suscitato negli studios cinematografici per un possibile adattamento per il grande schermo dei fumetti di Mark Millar. Questo non sorprende dal momento che gli stessi Marvel Studios, tramite Zack Penn e Kevin Feige, hanno riconosciuto all'autore un ruolo importante nella realizzazione del film degli Avengers in quanto si sono ispirati agli Ultimates (dello stesso Millar) per creare il primo film sul supergruppo, questo a discapito alla serie regolare omonima. Gli Ultimates sono un team di supereroi (plasmati sugli Avengers) che agisce nell'Universo Marvel alternativo denominato MCU (Marvel Ultimate Universe) e rappresentano il riuscito tentativo di Millar di aggiornare e rendere fruibili per le nuove generazioni i classici supereroi che componevano i Vendicatori. Altre opere dell'autore alle quali si ispirano i Marvel Studios e il gruppo Fox per adattamenti cinematografici di successo sono: Civil War per il secondo film su Capitan America e Old Man Logan per Logan. Per quanto riguarda l'etichetta Millarworld, tra il 2008 e il 2015 escono nelle sale cinematografiche 4 film adattati dalle opere di Millar, ovvero Wanted, Kick-Ass, Kick-Ass 2, Kingsman: The Secret Service, e di altre due sono in lavorazione le sceneggiature (Superior e Starlight), mentre alcune altre (quali Huck) sono già state opzionate. Mark Millar è divenuto così uno dei più importanti autori/creatori di fumetti di sempre a livello mediatico, solo il duo Stan Lee e Jack Kirby può vantare un numero maggiore di adattamenti per le loro opere a fumetti. Il duo Lee-Kirby ha però avuto alle spalle una casa editrice quale la Marvel Comics che è divenuta parte di un gruppo miltimediale quale la Walt Disney Company, così come la DC Comics è del gruppo Time Warner, entrambi molto influenti a livello finanziario. I fumetti prodotti dall'etichetta Millarworld rientrano invece tra le produzioni indipendenti, dove i loro autori detengono e controllano i diritti, ma non hanno il supporto di una grande casa editrice con il livello di pubblicità e diffusione che può generare.
Nel 2017 esce il sequel di Kingsman: The Secret Service, il film si intitola Kingsman - Il cerchio d'oro ed è sempre diretto da Matthew Vaughn. Nello stesso anno viene annunciata l'acquisizione dell'etichetta da parte di Netflix. Il fine è di pubblicarne i fumetti e trarne opere quali serie, film e cartoni animati. Nell'accordo non rientrano i franchise legati a Kingsman e Kick-Ass, perché già opzionati.
Nell'aprile 2021 la 20th Century Fox annuncia che l'adattamento cinematografico di Starlight è entrato in fase di pre-produzione. La nuova sceneggiatura è stata scritta da Joe Cornish che ne sarà anche il regista. Esisteva già uno script precedente realizzato tra il 2014 e il 2015 da Gary Whitta ma quel progetto è stato abortito. Cornish ha debuttato alla regia l'acclamato b-movie Attack the Block (del 2011), mentre il suo secondo lungometraggio è stato Il ragazzo che diventerà re (in originale The Kid who would be King, del 2019). Starlight è la sua terza opera cinematografica. Da segnalare che come scrittore ha firmato le sceneggiature dei suoi film e inoltre ha inoltre collaborato alla stesura di quelle per Le avventure di Tintin - Il segreto dell'Unicorno di Steven Spielberg e Ant-Man, film del Marvel Cinematic Universe. Starlight rientra tra le opere opzionate prima del 2017 ovvero quando la piattaforma streaming Netflix ha acquisito i diritti sull'intero catalogo Millarworld. Le altre sono Wanted, Kick-Ass, Hit-Girl, Kingsman e Huck. Tra queste citate solo la stessa Starlight e Huck non hanno ancora visto l'uscita di un adattamento cinematografico. Dopo l'uscita di Kingsman: The Golden Circle bisogna attendere 4 anni per l'uscita di un nuovo lungometraggio cinematografico basato sui fumetti Millarworld e si tratta del prequel ai due film sul fumetto Kingsman, dal titolo The King's Man distribuito negli USA (e altri paesi) nel dicembre 2021. In Italia esce il 5 gennaio 2022 con il titolo The King's Man - Le origini ed è diretto, come gli altri due film, da Matthew Vaughn. Il lungometraggio svela l'origine e fondazione dell'agenzia segreta Kingsman ma non si basa direttamente su nessun'opera a fumetti espressamente creata e pubblicata da Mark Millar. Tra l'altro risulta essere un flop al botteghino e non riscuote i consensi e il successo dei precedenti legati a quello che era stato il franchise di maggior successo del Millarworld. I film del franchise Kingsman (The Secret Service, The Golden Circle e The King's Man) sono disponibili sulla piattaforma streaming Disney+ in quanto i diritti sugli adattamenti legati alle storie e personaggi del fumetto Kingsman del duo Millar/Gibson sono tra quelli che non rientrano nel catalogo del Millarworld acquisito da Netflix.

### Film dell'universo Millarworld
| Film                           | Data di uscita USA | Regia             | Sceneggiatura                            | Produttori                                                                          |
| ------------------------------ | ------------------ | ----------------- | ---------------------------------------- | ----------------------------------------------------------------------------------- |
| Wanted - Scegli il tuo destino | 27 giugno 2008     | Timur Bekmambetov | Michael Brandt, Derek Haas, Chris Morgan | Marc Platt, Jim Lemley, Jason Netter, Iain Smith                                    |
| Kick-Ass                       | 2 aprile 2010      | Matthew Vaughn    | Jane Goldman, Matthew Vaughn             | Matthew Vaughn, Brad Pitt, Kris Thykier, Adam Bohling, Tarquin Pack, David Reid     |
| Kick-Ass 2                     | 14 agosto 2013     | Jeff Wadlow       | Jeff Wadlow                              | Matthew Vaughn, Adam Bohling, Tarquin Pack, Brad Pitt, David Reid, Leonie Mansfield |
| Kingsman - Secret Service      | 30 gennaio 2015    | Matthew Vaughn    | Jane Goldman, Matthew Vaughn             | Adam Bohling, David Reid, Matthew Vaughn                                            |
| Kingsman - Il cerchio d'oro    | 20 settembre 2017  | Matthew Vaughn    | Jane Goldman, Matthew Vaughn             | Adam Bohling, David Reid, Matthew Vaughn                                            |
| The King's Man - Le origini    | 22 dicembre 2021   | Matthew Vaughn    | Karl Gajdusek, Matthew Vaughn            | Adam Bohling, David Reid, Matthew Vaughn                                            |

### Accoglienza

#### Incassi
| Film                           | Data di uscita USA | Incassi ($)  | Incassi ($)    | Incassi ($)   | Budget ($)  | Fonti  |
| Film                           | Data di uscita USA | USA e Canada | Internazionale | Mondiale      | Budget ($)  | Fonti  |
| ------------------------------ | ------------------ | ------------ | -------------- | ------------- | ----------- | ------ |
| Wanted - Scegli il tuo destino | 27 giugno 2008     | 134 508 551  | 207 954 512    | 342463063     | 75 000 000  | [ 64 ] |
| Kick-Ass                       | 2 aprile 2010      | 48 071 303   | 48 117 600     | 96 188 903    | 30 000 000  | [ 65 ] |
| Kick-Ass 2                     | 14 agosto 2013     | 28 795 985   | 32 000 000     | 60 795 985    | 28 000 000  | [ 66 ] |
| Kingsman - Secret Service      | 30 gennaio 2015    | 128 261 724  | 286 089 822    | 414351546     | 80 000 000  | [ 67 ] |
| Kingsman - Il cerchio d'oro    | 20 settembre 2017  | 100 234 838  | 310 667 824    | 410902662     | 104 000 000 | [ 68 ] |
| The King's Man - Le origini    | 22 dicembre 2021   | 37 176 373   | 88 721 105     | 125 897 478   | 100 000 000 | [ 69 ] |
| Totale                         | Totale             | 477 048 774  | 973 550 863    | 1 450 599 637 | 417 000 000 |        |

#### Critica
| Film                           | Rotten Tomatoes      | Metacritic             |
| ------------------------------ | -------------------- | ---------------------- |
| Wanted - Scegli il tuo destino |                      |                        |
| Kick-Ass                       |                      |                        |
| Kick-Ass 2                     |                      |                        |
| Kingsman - Secret Service      | 74% (230 recensioni) | 60/100 (50 recensioni) |
| Kingsman - Il cerchio d'oro    | 52% (248 recensioni) | 54/100 (12 recensioni) |
| The King's Man - Le origini    | 41% (181 recensioni) | 44/100 (40 recensioni) |

## Adattamenti per Netflix

### Contesto e genesi degli adattamenti Netflix
Dopo l'acquisizione del catalogo Millarworld, Mark Millar ha dichiarato che la piattaforma a pagamento Netflix avrebbe realizzato numerosi adattamenti delle sue opere a fumetti, sia quelle già pubblicate sia quelle future. Millar e sua moglie, a partire dal 2017, iniziano a sviluppare 17 possibili progetti ispirati ai fumetti Millarworld, includendo serie televisive in live action e d'animazione e anche film.
Il primo progetto ad essere annunciato è l'adattamento in serie TV di The Magic Order, primo fumetto pubblicato dopo l'acquisizione da parte di Netflix. Come produttore esecutivo e showrunner viene annunciato il regista campione d'incassi James Wan, coadiuvato da Lindsay Beer. La serie è stata cancellata nell'autunno 2020, nonostante fosse già iniziata la fase di pre-produzione a Praga. In seguito alla cancellazione del progetto, è stato reso noto che erano in fase di sviluppo due serie TV basate su Jupiter's Legacy e American Jesus e tre lungometraggi: Empress, Huck e Sharkey the Bounty Hunter.
Il 7 maggio 2021 debutta sulla piattaforma il primo adattamento, la serie televisiva Jupiter's Legacy, tratta dall'omonimo fumetto creato da Millar e Frank Quietly. La serie è stata cancellata dopo meno di un mese. Il progetto successivo a Jupiter's Legacy è l'adattamento della miniserie Super Crooks, opera realizzata in collaborazione con il regista spagnolo Vigalondo. Il progetto iniziale prevedeva un film, poi divenuto una serie live-action il cui tono avrebbe ripreso atmosfere dei film di Quentin Tarantino e Martin Scorsese. Successivamente a un ridimensionamento del budget, si è optato per adattare il progetto in un anime con puntate di 30 minuti, distribuito il 25 novembre 2021.
Nel 2022 viene presentata la serie televisiva The Chosen One, adattamento della trilogia di fumetti di American Jesus, e il 22 giugno 2023 viene distribuito il primo teaser della serie, annunciando che essa sarà pubblicata il 16 agosto 2023. Si tratta di un adattamento che riprende quindi una delle 4 opere di lancio del Millarworld nel 2003 e che, con una gestazione lunga e travagliata è arrivata a completare una trilogia di limited-series in cui Millar è sempre stato coaadiuvato pere trama e disegni da Peter Gross.

### Serie televisive
| Serie                                | Stagioni | Episodi | Pubblicazione    | Showrunner                       |
| ------------------------------------ | -------- | ------- | ---------------- | -------------------------------- |
| Jupiter's Legacy                     | 1        | 8       | 7 maggio 2021    | Steven S. DeKnight, Sang Kyu Kim |
| Super Crooks                         | 1        | 13      | 25 novembre 2021 | Dai Satō                         |
| Jodie, il prescelto (The Chosen One) | 1        | 6       | 16 agosto 2023   | Everardo Gout, Leopoldo Gout     |